# 立正大学大学院地球環境科学研究科
立正大学大学院地球環境科学研究科（りっしょうだいがくだいがくいんちきゅうかんきょうかがくけんきゅうか）は、立正大学大学院に開設されている地球環境科学研究科。同大学院において主として地球科学・環境科学などの教育・研究を行っている。
同大学の学部には地球環境科学部があり、同学部では人類が直面しているさまざまな地球環境問題の改善や解決に資することのできる人材の育成を目的としており、自然科学と人文科学・社会科学両面のアプローチをしている。

## 沿革
- 1924年、大学令による立正大学を設立。文学部（宗教学科、哲学科、社会学科、史学科、文学科）、予科、及び研究科を設置する。1925年に専門部歴史地理科を開設、1947年に文学部に地理学科を設置、1949年に学校教育法により新制大学となるが、文学部二部に地理学科を設置。
- 1951年、学校法人が立正大学学園となるほか、大学院（文学研究科）開設。
- 1953年には旧制文学部地理学科廃止、1957年に文学部一部に地理学科を設置する。1998年には日本で初めて地球環境科学部を設置。文学部から地理学科が移籍。環境システム学科開設。環境システム学科は生物・地球コースと、気象・水文コースがある。
- 2000年、大学院に地球環境科学研究科を設置。

## 組織構成
- 大学院地球環境科学研究科；環境システム学専攻と地理空間システム学専攻がある。
  - 環境システム学専攻 - 地圏環境学分野、気圏環境学分野、水圏環境学分野、生物圏環境学分野、地球環境情報学分野がある。
  - 地理空間システム学専攻 - 人文地理学研究分野、自然地理学研究分野、地理教育研究分野、地理情報科学研究分野がある。